# Gdyńskie Centrum Filmowe

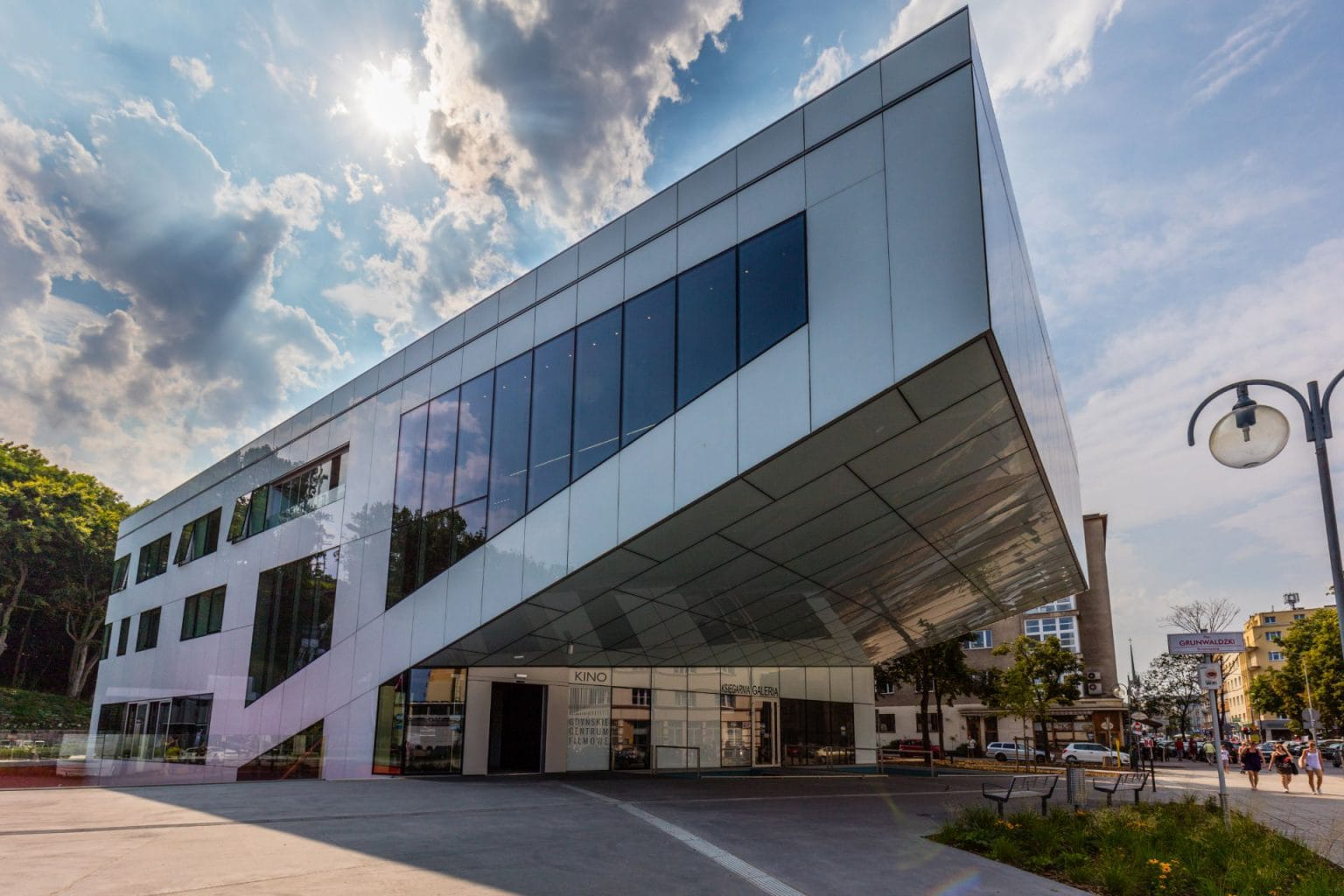
Gdyńskie Centrum Filmowe

Gdyńskie Centrum Filmowe – wielofunkcyjny ośrodek kultury i edukacji filmowej: Kino Studyjne, Gdyńska Szkoła Filmowa, Galeria Sztuki i sklep z płytami winylowymi, mieszczący się w Gdyni. Siedziba Pomorskiej Fundacji Filmowej oraz biuro Festiwalu Polskich Filmów Fabularnych. Gdyńskie Centrum Filmowe otwarto 13 września 2015 roku.

## Miejsce
Gdyńskie Centrum Filmowe ulokowano kilkaset metrów od śródmiejskiej plaży. Przy placu Grunwaldzkim stanął budynek o charakterystycznej, monolitycznej bryle i białej, szklanej elewacji. Jego projekt jest dziełem gdyńskiego biura architektonicznego ARCH-DECO, uhonorowanym główną nagrodą Eurobuild Awards 2015.
Wydarzenia artystyczne – plenerowe seanse filmowe, koncerty i spotkania – obejmują też pokryty trawą plac i muszlę koncertową. Kolejka szynowa prowadzi z placu na taras widokowy na Kamiennej Górze. Inwestycję zrealizowano dzięki zaangażowaniu Miasta Gdyni oraz przy udziale środków Unii Europejskiej. W 2016 została ona nagrodzona tytułem Budowy Roku, zyskała także miano Najlepszej Przestrzeni Publicznej Województwa Pomorskiego.

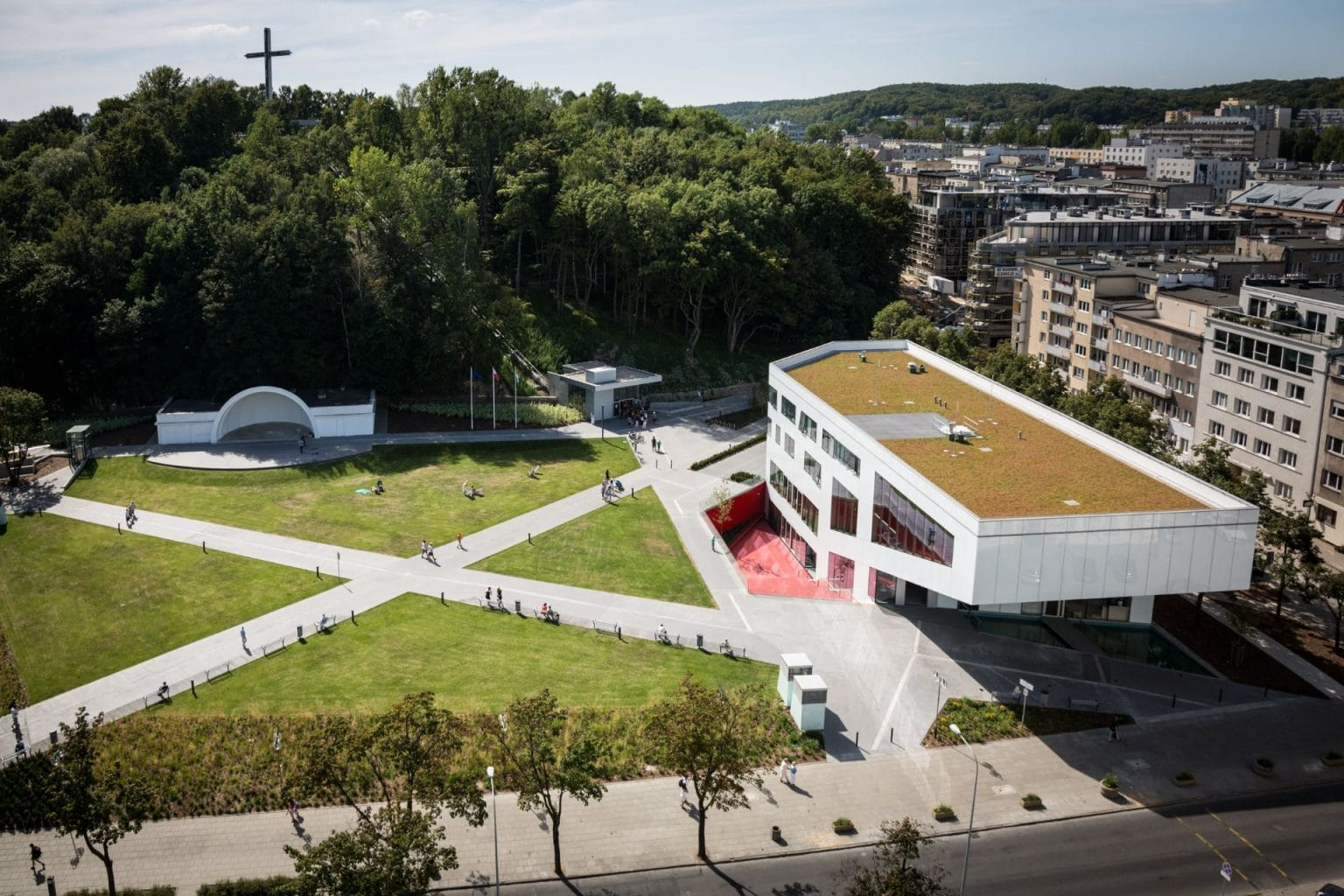
Gdyńskie Centrum Filmowe z góry

## Kino studyjne
Kino Studyjne Gdyńskiego Centrum Filmowego nawiązuje nazwami swych sal do kinowych sentymentów gdynian. Największa, Warszawa, mieści 227 widzów. Dwie bardziej kameralne – Goplana i Morskie Oko – mają 96 i 45 miejsc. Wszystkie wyposażono w projektory 4K oraz nagłośnienie 7.1.
Podstawą repertuaru Kina Studyjnego GCF jest kino ambitne i artystyczne, z bogatą ofertą dla młodej widowni. Są w nim doceniane przez krytykę produkcje fabularne oraz dokumentalne. Europejskie, azjatyckie, bliskowschodnie, południowoamerykańskie i anglosaskie. Co czwarty tytuł jest polski. Są pokazy filmów studyjnych i prezentacje twórczości młodych amatorów oraz studentów szkół filmowych.
Kino Studyjne GCF rozwija się we współpracy z Siecią Kin Studyjnych w Polsce oraz organizacją Europa Cinemas. Organizuje przeglądy tematyczne wraz z innymi gdyńskimi instytucjami kultury. Wielokrotnie było gospodarzem Forum Wokół Kina, cyklicznej imprezy środowiska związanego z dystrybucją i rozpowszechnianiem filmów.

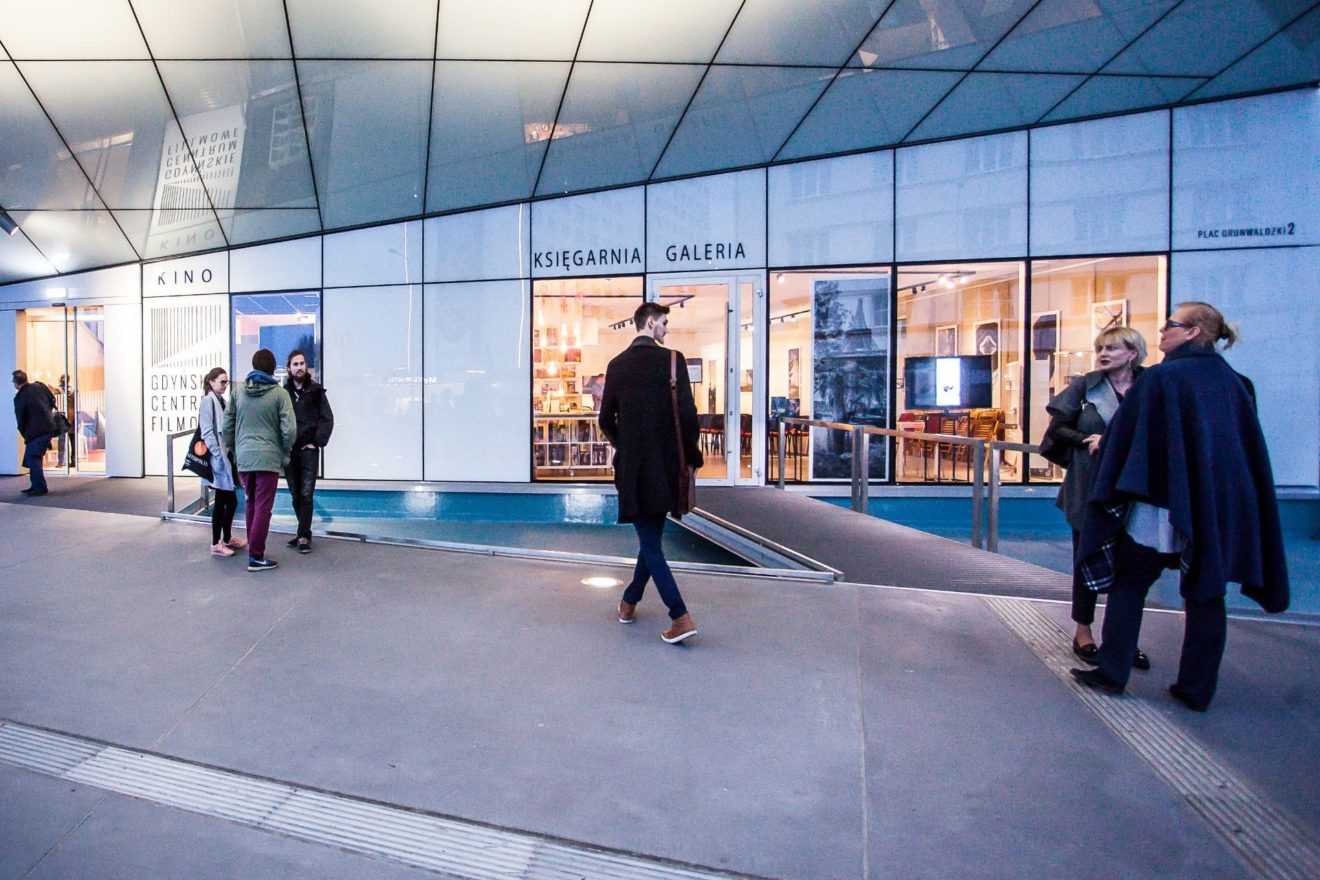
Gdyńskie Centrum Filmowe – Księgarnia, Galeria, Czytelnia

## Dyrekcja
Dyrektorem Gdyńskiego Centrum Filmowego do 2022 roku był Leszek Kopeć – dyrektor Festiwalu Polskich Filmów Fabularnych w Gdyni, Gdyńskiej Szkoły Filmowej oraz prezes Pomorskiej Fundacji Filmowej. Od kwietnia 2022 roku dyrektorem GCFu-jest Jerzy Rados, wicedyrektor Gdyńskiej Szkoły Filmowej.